# Tušar
Tušar je priimek več znanih Slovencev:
- Anton Tušar (1839—?), pravnik, sodnik
- Darko Tušar, saksofonikst in pevec (nar.-zabavni)
- Elga Tušar, slikarka (arhitektka)
- Eva Tušar, športna plezalka
- Eva Tušar Suhadolc, oboistka, gorska tekačica?
- Fran Tušar (1869—1894), publicist, humorist
- Gregor Tušar (1816—1891), klasični filolog, prof.
- Ivan Tušar (1864—1922), krajevni zgodovinar
- Janez Tušar (1935—2002), psiholog, direktor jeseniške bolnišnice
- Leon Tušar, polkovnik SV, poveljnik gardnega bataljona
- Livija Tušar, kemičarka
- Marjan Tušar, kemik
- Metka Tušar, pesnica
- Mojca Tušar, arhivistka
- Nataša Novak Tušar (*196?), kemičarka
- Srečko Tušar (1925—2019), partizanski poveljnik - inženirec, polkovnik JLA, športni delavec, gorski reševalec...
- Špela Tušar, scenogafka (filmska)
- Tomaž Tušar, veteran vojne za Slovenijo
- Žaro Tušar (1928—2017), filmski snemalec